# Нежеголь (гурт)
Нежеголь — російський паган-метал гурт з міста Шебекіно, сольний проєкт музиканта на ім'я Олександр. Названий на честь однойменної річки.

## Історія
2004 року Олександр створює два демозаписи, реалізація яких була здійснена за допомогою публікації в інтернеті.
У серпні 2005 року було закінчено роботу над альбомом «От сердца к солнцу», яка велася починаючи з весни того ж року. Альбом вийшов лімітованим виданням у кількості 500 копій на лейблі Ancient Nation Productions.
У 2006 році на лейблі «Armour Get Dawn» виходить альбом «Маршем Грома в Парад Осенних Ночей», що став новим рівнем у творчості Олександра, який використовує широкий перелік інструментальних нововведень.
У 2007 році на лейблі «Armour Get Dawn» виходить альбом «Копится Ярость».
У 2008 році на лейблі «Lost Reich Records» виходить альбом «Истоки». Окрім семи оригінальних, в альбомі була додаткова кавер-композиція гурту Burzum «Lost Wisdom».
У 2009 році на лейблі «Lost Reich Records» у кількості 300 копій виходить лімітоване видання у форматі CD-R з професійним оформленням двох перших демо записів Нежеголь «Край» та «На Севере Мира», доповнене версією пісні «Absurd» — «Stahl Blitz Kalt».
У 2010 році Олександр, об'єднавшись з тверською групою М8Л8ТХ, спільними зусиллями випускають спліт «Молодь Вотана», де від «Нежеголі» було представлено чотири треки, що вийшли в ранніх альбомах, і перезаписані в цьому спліті: «Хель», «Маршем Грому в Парад Осінніх Ночів», «Скреготом Сталі Мечі Заспівають» та «Сонця Промені». Спліт був записаний на студії одразу обома командами. Склад «Нежеголі» було розширено учасниками М8Л8ТХа, завдяки чому пісні набули якіснішого звучання.
У 2012 році на лейблі «Lost Reich Records» виходить повноформатний альбом «Асгарда Рейд», який був заявлений ще в 2010 році, але через деякі проблеми з португальським лейблом «Fronteuropa Records», вийшов тільки через два роки. Лірика для цього альбому писалася як самим Олександром, так і Олексієм Льовкіним з М8Л8ТХ. В основу однієї з композицій, «Вічна земля під нашими ногами», було покладено билину  «Пісні Амергіна», яка, як вважається, була написана в XIII столітті до нашої ери.
У 2022 виходить альбом «Молодёжь» на лейблі «Militant Zone».
Музиканти російських ультраправих музичних проєктів, зокрема M8l8th, My Skin Is Multicam, Ares і «Нежеголь» входять до Російського добровольчого корпусу (РДК).

## Склад
- Олександр — музика, лірика, вокал

## Дискографія
| Рік  | Назва                              | Примітки              |
| ---- | ---------------------------------- | --------------------- |
| 2004 | Край                               | Демо                  |
| 2004 | На Севере Мира                     | Демо                  |
| 2005 | От Сердца к Солнцу                 | Повноформатний альбом |
| 2006 | Маршем Грома в Парад Осенних Ночей | Повноформатний альбом |
| 2007 | Копится Ярость                     | Повноформатний альбом |
| 2008 | Истоки                             | Повноформатний альбом |
| 2011 | WotanJugend                        | Спліт-Альбом          |
| 2012 | Асгарда Рейд                       | Повноформатний альбом |
| 2014 | Украина                            | Сингл                 |
| 2015 | Клич Молодости                     | Компіляція            |
| 2020 | Зори                               | Сингл                 |
| 2022 | На могилах героев                  | Сингл                 |
| 2022 | Молодёжь                           | Повноформатний альбом |
| 2024 | Солнцестояние                      | Сингл                 |
| 2024 | FPV на Волчанск!                   | Сингл                 |
| 2024 | WotanJugend 2.0                    | Альбом-колаборація    |

## Критика
Нежеголь, як і інші російські NSBM-гурти, критикуються в Росії як такі, що поширюють нацистську пропаганду. Олексій Льовкін, засновник гурту M8l8th, коментуючи такі музичні проєкти як M8l8th, «Нежеголь» і «Шепіт рун», заперечує їхню приналежість до нацистської ідеології, стверджуючи, що основа їхньої музики звертається до європейської, зокрема давньої європейської історії, міфів і подій минулого.